# Động đất Hokkaidō 2004
Động đất Hokkaidō 2004 (留萌支庁南部地震) là trận động đất xảy ra vào lúc 14:56 (JST), ngày 14 tháng 12 năm 2004. Trận động đất có cường độ 6.1 richter, tâm chấn độ sâu khoảng 9 km. Không có cảnh báo sóng thần cho trận động đất này. Hậu quả trận động đất đã làm 8 người bị thương.